# René Manaut
Pour les articles homonymes, voir Manaut.
René Victor Manaut est un homme politique français né le 23 septembre 1891 à Paris et décédé le 6 septembre 1992 à Paris.
Il est le fils de Frédéric Manaut et le cousin de Henry Abram.
Il reçut plusieurs médailles et fut administrateur de nombreuses sociétés. 
À sa mort, il était le dernier ministre de la Troisième République encore en vie.  

## Biographie

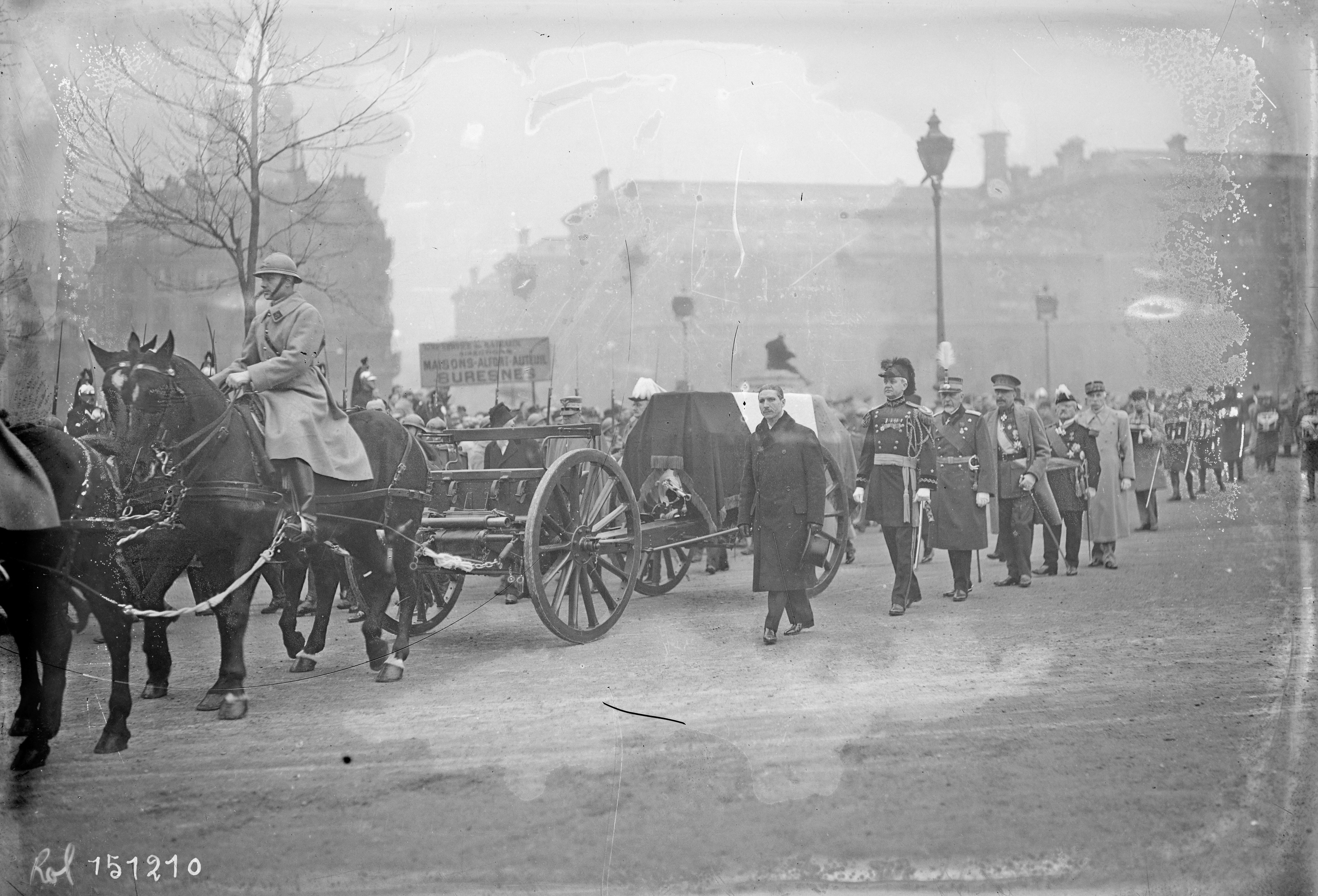
René Manaut (chapeau à la main) encadrant le cercueil du maréchal Joffre le 7/1/1931.

- Député des Pyrénées-Orientales de 1919 à 1924 et de 1928 à 1932.

- Sous-secrétaire d'État à l'Intérieur du 3 novembre 1929 au 21 février 1930 et du 2 mars au 13 décembre 1930 dans les gouvernements André Tardieu (1) et (2).

## Distinctions
- Grand officier de la Légion d'honneur
- Commandeur de l'ordre du Mérite maritime
- Chevalier de l'ordre du Mérite agricole